# Lotus 77
Lotus 77 je Lotusov dirkalnik Formule 1, ki je bil v uporabi v sezoni 1976, ko sta z njim dirkala Mario Andretti in Gunnar Nilsson. Edino zmago z dirkalnikom Lotus 77 je dosegel Mario Andretti na zadnji dirki sezone za Veliko nagrado Japonske. Ob tem sta dirkača dosegla še en najboljši štartni položaj, en najhitrejši krog in štiri uvrstitve na stopničke. Skupno je moštvo zasedlo četrto mesto v konstruktorskem prvenstvu z 29-imi točkami.